# امبانگو
امبانگو (به لاتین: Ambongo) یک سکونتگاه مسکونی در ماداگاسکار است که در آتسیمو-آتسینانانا واقع شده‌است.

## خصوصیات
امبانگو ۱۸٬۰۰۰ نفر جمعیت دارد و ۹۹ متر بالاتر از سطح دریا واقع شده‌است.